# 刘岩 (音乐剧演员)
刘岩（1972年2月11日—），中国大陆音乐剧演员、歌手，毕业于吉林艺术学院古典舞专业。原为吉林省歌舞团成员，2005年退出并独自赴京发展。2007年出演中国原创音乐剧《蝶》，饰演男主角梁山伯。2013年，参演中国原创音乐剧《王二的长征》。2019年参加湖南卫视美声偶像男团竞演养成类真人秀节目《声入人心》第二季。